# Kościół Najświętszej Marii Panny w Brugii
Kościół Najświętszej Marii Panny w Brugii (hol. Onze-Lieve-Vrouwekerk (Brugge)) – kościół rzymskokatolicki, położony w centrum Brugii w północno-zachodniej Belgii.

## Historia i architektura
Kościół został zbudowany w latach 1290–1549 i przedstawia mieszankę stylów architektonicznych – od gotyku po barok. Najbardziej charakterystycznym elementem jego architektury jest wysoka na 122,30 m ceglana wieża, druga pod względem wysokości ceglana wieża na świecie po wieży kościoła św. Marcina w Landshut (130,6 m). 

## Wyposażenie
W prezbiterium za głównym ołtarzem znajdują się grobowce księcia Burgundii Karola Śmiałego i jego córki, księżnej Marii Burgundzkiej. Pozłacane brązowe figury ojca i córki spoczywają na wypolerowanych płytach z czarnego kamienia. Oboje mają korony na głowach. Książę jest w pełnej zbroi i z Orderem Złotego Runa.
Najcenniejszym elementem wyposażenia jest rzeźba Michała Anioła, Madonna z Brugii, powstała w 1504, jedno z nielicznych dzieł tego artysty, znajdujących się poza granicami Włoch. Prawdopodobnie przeznaczona była początkowo dla katedry w Sienie, ale została sprzedana kupcom z Brugii, braciom Janowi i Alexandrowi Mouscron, którzy w 1514 podarowali ją kościołowi Najświętszej Marii Panny. Rzeźba dwukrotnie była zagrabiana przez okupantów – w 1794 przez francuskich rewolucjonistów i w 1944 przez Niemców, ale za każdym razem odzyskiwano ją.

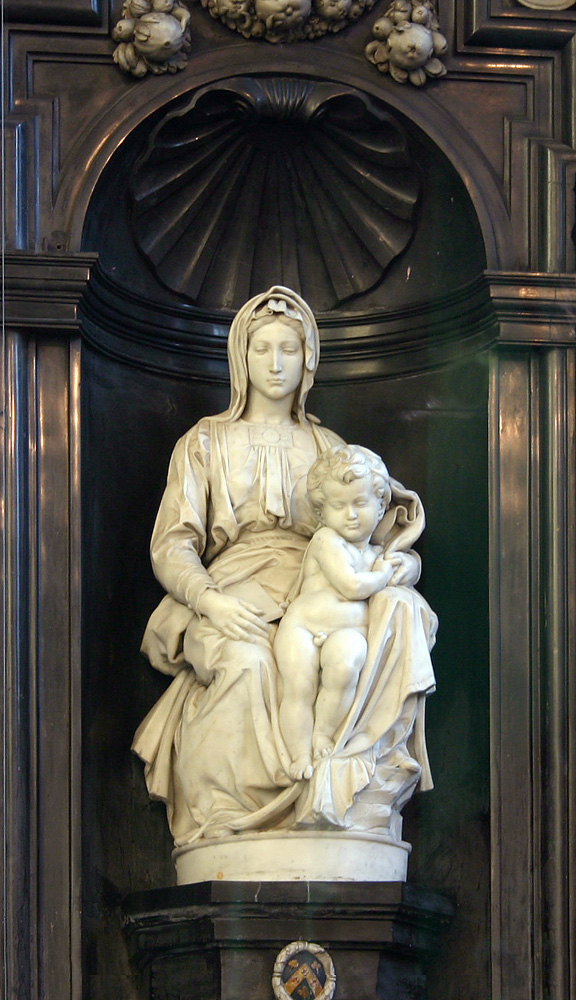
Madonna z Brugii
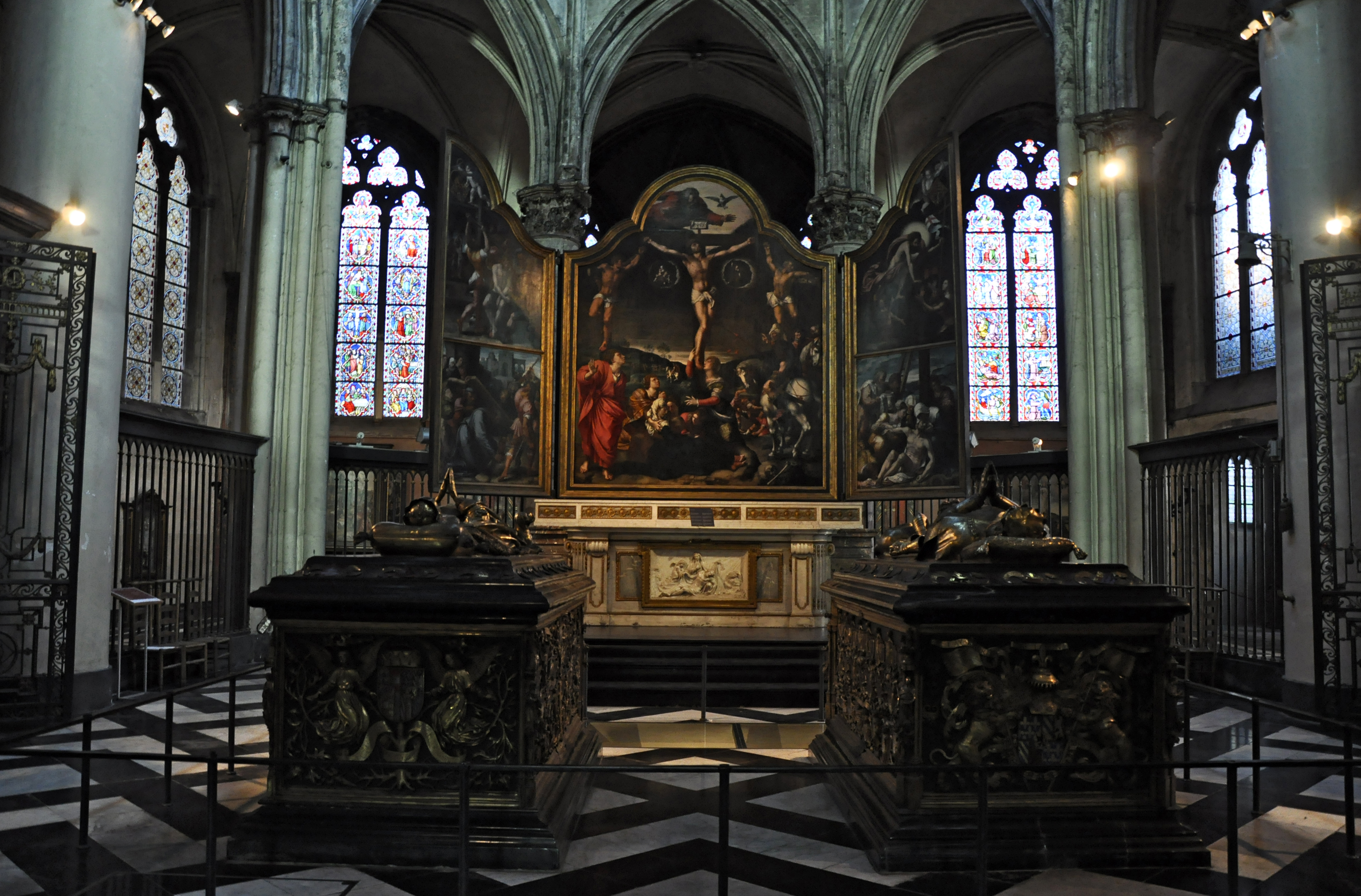
Grobowce księcia Karola Śmiałego i Marii Burgundzkiej